# Honda X8R 50
Honda X8R 50 – skuter produkowany przez koncern motocyklowy Honda, nieduży gabarytowo, o lekkim zacięciu sportowym motorower z  dwusuwowym silnikiem o pojemności 50 cm³, chłodzonym powietrzem, produkującym w wersji zablokowanej 3 KW (ok. 4 KM), zaś model po przeróbkach wytwarzał ok. 8 KM. Pojazd produkowany we Włoskich i Japońskich fabrykach Hondy w dwóch wersjach S-Sport o niższym zawieszeniu i sportowych oponach, oraz X-Cross, nieco podwyższona i z oponami "terenowymi" Pirelli SL60. Łatwy w eksploatacji, wyposażony w automatyczne ssanie, automatyczną pompkę oleju. Skuter nie zyskał dużej popularności w Polsce, przede wszystkim, dlatego że jego kupno było możliwe jedynie z indywidualnego importu, oraz za sprawą konkurencji: za podobne pieniądze można nabyć bardziej sportowy skuter z silnikiem Minarelli, który był znacznie mocniejszy, a także chłodzony najczęściej płynem chłodniczym. Jest także kwestia części sportowych - jest ich znacznie mniej, a ich cena jest nieco większa, niż u konkurencji. Był próbą Hondy na walkę z takimi konkurentami jak Yamaha Aerox, Peugeot Speedfight, Aprilia SR. Produkowany w latach 1998-2005. Posiada "blokady" uniemożliwiające rozwinięcie większej prędkości niż 45 km/h takie jak tulejka na wariatorze, zwężka na tłumiku oraz pokrywa wariatora, która jest płaska.

## Dane techniczne
- Typ silnika: Chłodzony powietrzem, 2-suwowy, 1-cylindrowy
- Pojemność: 50 cm³
- Układ zasilania: Gaźnik
- Max. moc: 3KW (4KM) zablokowany/6 KW (8KM) odblokowany
- Rodzaj rozrządu: membrana, zawór wydechowy
- Rozrusznik: Elektryczny/Nożny
- Skrzynia biegów: Automatyczna CVT
- Przeniesienie napędu: Pasek zębaty
- Pojemność zbiornika paliwa: 5,5 litra
- Pojemność zbiornika oleju: 1 litr - wystarcza na ok. 500–1000 km
- Masa pojazdu w stanie suchym: 99 kg
- Rozmiar kół: Przód 120/70 R13 Tył 140/60 R13
- Hamulce: Przód Tarczowy 1-tłoczkowy 220 mm Tył Tarczowy 1-tłoczkowy 190 mm
- Spalanie: 3-4L miasto Trasa 2L/Przy prędkości maksymalnej 45 km/h
- Prędkość maksymalna: 45 km/h (zablokowany)/~90 km/h (odblokowany)
- Typ klocków hamulcowych (przód/tył): S10/S31